# ウォルター・ブラッテン
ウォルター・ブラッテン（Walter Houser Brattain, 1902年2月10日 - 1987年10月13日)はアメリカの物理学者。トランジスタの発明でウィリアム・ショックレー、ジョン・バーディーンとともに、1956年ノーベル物理学賞を受賞した。

## 経歴
父親は中国で理科の教師をしておりアモイに生れたが、1903年家族はアメリカに帰り、ワシントン州の牧場に育った。オレゴン大学からミネソタ大学で学んだ。卒業後アメリカ規格局に就職したが1929年にベル研究所に移った。1948年ショックレーらとトランジスタの開発に成功し、ノーベル物理学賞を受賞した。1952年スチュアート・バレンタイン・メダル、1956年リヒトマイヤー記念賞受賞。1967年ベル研究所を退職し、ワシントン・カレッジに移り1972年までその仕事を続けた。